# Croton yucatanensis
Espèce
Croton yucatanensis est une espèce de plantes à fleurs du genre Croton et de la famille des Euphorbiaceae, présente sur une zone s'étendant du sud du Mexique au nord ouest du Costa Rica.